# Petr Ryška
Petr Ryška (* 28. dubna 1967 Jihlava) je český politik a trenér plavání, od roku 2022 primátor města Jihlava, člen ODS. Má manželku Jitku a syna Tomáše.

## Život
Absolvoval Gymnázium Jihlava (maturoval v roce 1985) a následně vystudoval Fakultu tělesné výchovy a sportu Univerzity Karlovy v Praze (promoval v roce 1991 a získal titul Mgr.). Stal se profesionálním trenérem plavání. Věnoval se také horolezectví a vystudoval geografii na Přírodovědecké fakultě Univerzity Karlovy v Praze.
Prvních třicet let profesního života se věnoval trenérské práci, vyučování na základní škole i gymnáziu a také podnikání. Vychoval několik desítek reprezentantů České republiky, získal několik městských, krajských i státních ocenění a prošel mnoha funkcemi včetně předsedy Českého svazu plaveckých sportů, člena Českého olympijského výboru či hlavního trenéra juniorské reprezentace ČR.
Je členem představenstva FC Vysočina Jihlava.
Petr Ryška žije ve městě Jihlava.

## Politické působení
V komunálních volbách v roce 2014 kandidoval jako člen ODS do Zastupitelstva města Jihlavy, ale neuspěl. Zvolen byl až ve volbách v roce 2018. V březnu 2020 se stal 1. náměstkem jihlavské primátorky.
V komunálních volbách v roce 2022 byl z pozice člena ODS lídrem kandidátky subjektu „ODS a KDU-ČSL“ do Zastupitelstva města Jihlavy. Mandát zastupitele města se mu tak podařilo obhájit. Na konci října 2022 se následně stal primátorem města, když formace „ODS a KDU-ČSL“ uzavřela koalici s hnutím ANO. Ve funkci tak vystřídal Karolínu Koubovou. Hlavním projektem jeho vlády je stavba Horácké multifunkční arény v Jihlavě, jejíž dokončení Ryška očekává v září 2025.
V krajských volbách v roce 2024 kandidoval do Zastupitelstva Kraje Vysočina z 12. místa kandidátky koalice „Společně se Starosty pro občany“ (tj. ODS, TOP 09, STO), ale nebyl zvolen.